# Верхівський-Варакута Олександр
Верхі́вський-Вараку́та Олекса́ндр (приблизно 1891, Російська імперія, Полтавська губернія, Кременчуцький повіт, Омельницька волость, село Аврамівка — після 1952, місто Скрентон, США) — український громадсько-політичний, діяч, літератор.

## Біографія
Народився в сім'ї священика. Після завершення гімназії поступає до Полтавської духовної семінарії, де познайомився з Симоном Петлюрою, разом з ним брав активну участь у національній революційній роботі. У Полтаві розповсюджував нелегальну літературу серед солдатів, був заарештований, і в 1912 засуджений до служби у Сибірському дисциплінарному батальйоні. Перед самим засланням втік до Швейцарії, де належав до української громади (1915).
Далі з його життя відомо тільки те що він емігрував до США, і помер у містечку Скрентон, в Пенсільванії.
В 1952 році він писав, що завжди «відстоював демократичні ідеали нашого народу».

## Літературні твори
В Женеві у 1915 році видав російською мовою кілька памфлетів та збірку поезій.